# Элмор, Альфред
Альфред Элмор (англ. Alfred Elmore; 1815—1881) — ирландский исторический и жанровый живописец.

## Биография
Альфред Элмор учился художественному мастерству в столице Великобритании городе Лондоне, в Британском музее и в Королевской академии художеств.
После этого посетил Париж и Мюнхен, провел два года в Риме и, возвратившись в 1849 году, вскоре после возвращения, приобрёл известность картинами: «Риенци на римском форуме» (за которую Ливерпульская академия присудила ему премию), «Начало вражды между гвельфами и гибеллинами» и «Изобретение механического чулочно-вязального станка» (много раз изданной в гравюрах на металле и на дереве).
Согласно «ЭСБЕ», названные выше произведения Элмора: «отличаясь интересностью содержания, оживленностью композиции и выразительностью выведенных на сцену лиц, страдали резкостью красок и излишней бравурностью исполнения, но в следовавших затем произведениях Э., каковы — «Геро в обмороке» (из Шекспировского «Много шуму из-за пустяков»), «Неаполитанский король Роберт на смертном одре», «Тюльери 20 июня 1792 г.», «Людовик XIII и Людовик XIV», «Мария Стюарт и Дарнлей», «Помпея в 79 г. по Р. Хр.», «Юдифь и Олоферн», «Колумб в Порто Сайто», «Леонора» (по Бюргеру) и др., означенные недостатки возросли до крайности».
Элмор был одним из членов «Клики» — группы английских художников викторианской эпохи, основанная Ричардом Даддом, которая описывалась как «первая группа британских художников, объединившихся для большей прочности и объявившие, что большая отсталость традиций Академии Искусств не имеет отношения к требованиям современного искусства».